# Huludao
Huludao (chinês tradicional: 葫蘆島, chinês simplificado: 葫芦岛, pinyin: Húludǎo) é uma cidade-prefeitura na província de Liaoningue, no nordeste da China. Ganhou este estatuto em 1989.

## Turismo

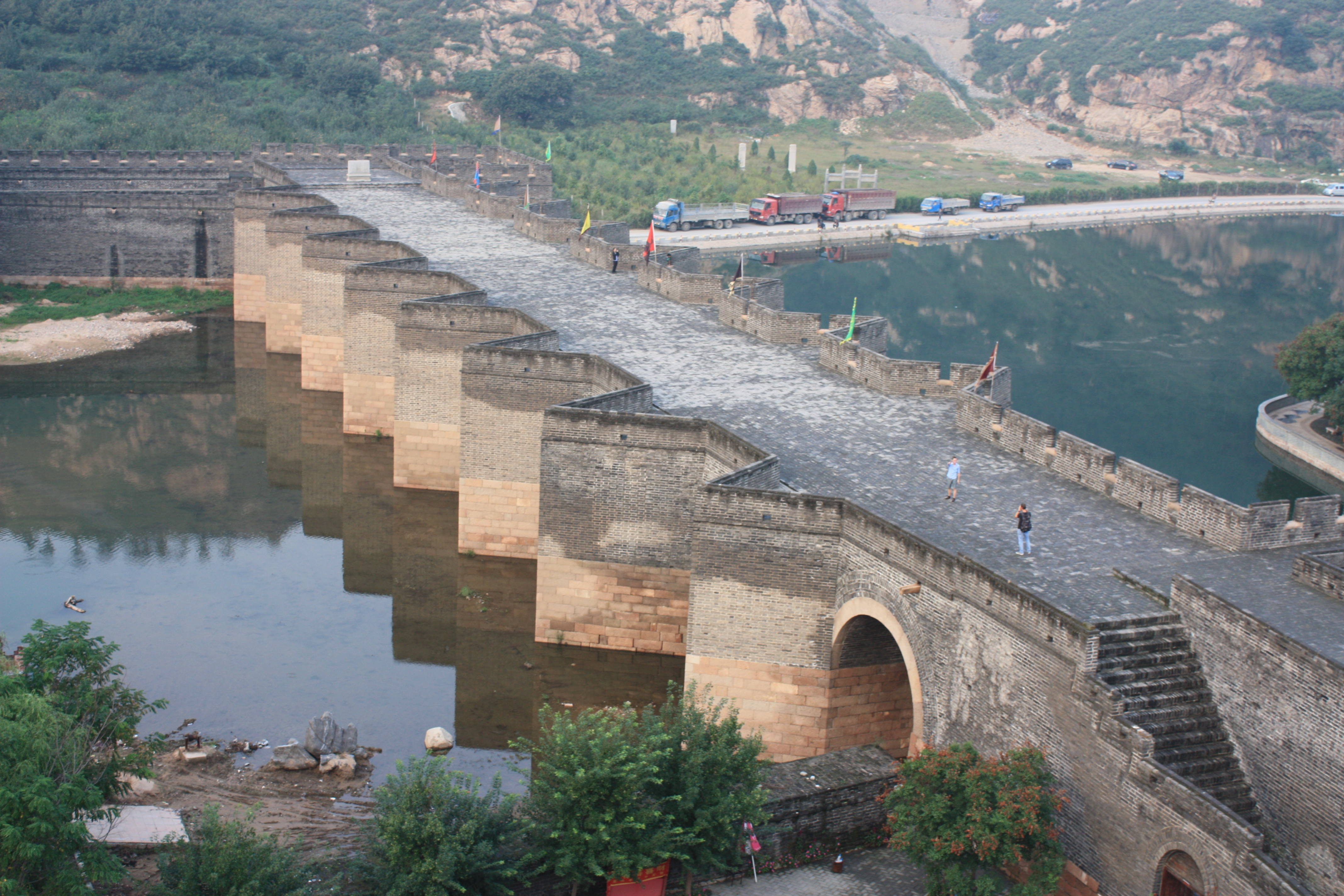
A Grande Muralha da China em Jiumenkou.

A única parte da Grande Muralha da China que atravessa um rio encontra-se em Jiumenkou, no sudoeste de Huludao.